# イェスパー・ブロムクヴィスト
イェスパー・ブロムクヴィスト（Lars Jesper Blomqvist, スウェーデン語発音: [lɑːʂ ˈjɛ̌sːpɛr ˈblʊ̂mːkvɪst]、1974年2月5日 - ）は、スウェーデンの元プロサッカー選手。現役時代は主に左サイドのアタッカーとしてプレイした。
IFKヨーテボリに所属し、1993年から1996年にかけてアルスヴェンスカン4連覇を達成。マンチェスター・ユナイテッド所属時には、1999年にプレミアリーグ・FAカップ・UEFAチャンピオンズリーグの三冠を成し遂げたチームの一員であった。2003年、ユールゴーデンIFに移籍し母国に復帰。最後のリーグタイトルを獲得し、2005年に引退。しかし負傷者が相次いでいたことで、2008年にエンシェーピングSKで現役復帰。2009年12月から2010年11月までスーペルエッタンのハンマルビーIFで選手兼アシスタントマネージャーを務め、再び現役を引退した。
スウェーデン代表として30試合に出場し、1994 FIFAワールドカップでは3位入賞に貢献した。

## 経歴

### クラブ

#### スウェーデン
1992年、タヴェルショAIKに所属していたブロムクヴィストは、設立されてから数年しか経っていなかったスウェーデン2部リーグのウメオFCと契約した。ウメオでの最初のシーズン、リーグ優勝に貢献し、クラブを1部リーグへと昇格させた。その後、1993年9月11日にIFKヨーテボリと契約。そのシーズン、クラブのアルスヴェンスカン制覇に貢献した。1994年シーズンはリーグ戦24試合に出場し、8ゴールを記録。リーグ連覇となった。さらに、スウェーデン代表ではワールドカップ準決勝進出に貢献し、チャンピオンズリーグでは予選リーグでマンチェスター・ユナイテッドに3-1で勝利した。この試合での活躍はアレックス・ファーガソン監督の目に留まり、準々決勝進出の原動力ともなった。1995年、ヘルシンボリIF戦で挙げたペレのプレイの変形のようなゴールは、シーズンベストゴールに選出された。ヨーテボリでの最後のシーズンでは、アルスヴェンスカンに初昇格した古巣のウメオとも対戦した。1996年、ブロムクヴィストはファン投票によって年間最優秀選手と年間最優秀ミッドフィールダーに選ばれた。1996シーズン終了後、新たにセリエAチャンピオンとなったACミランに移籍した。

#### イタリア
イタリアでの最初のシーズン、ミランはトロフィーを手にすることができず、ブロムクヴィストもしばしばベンチを温めた。そのようなシーズンを繰り返したくはないため、オールド・トラッフォードへ移籍することを諦めかけていた。ミランはリーグ11位という失意の結果に終わり、欧州の主要大会への出場権を逃した。2月16日のボローニャ戦で挙げた得点がミランでの唯一のゴールとなったが、そのゴールは22年後にミランが公式Instagramで発表した「ボローニャ戦でのゴールベスト5」で2位に選出されている。その後、ブロムクヴィストは1997年夏にリーグ準優勝のパルマACへ移籍した。新天地でのプレイを楽しみ、活躍したが、パルマはリーグ戦を6位で終え、チャンピオンズリーグノックアウトステージへ進むことはできなかった。このシーズン、スウェーデン人選手がリーグ戦で唯一記録したゴールは、スタディオ・サン・パオロでナポリに4-0で勝利した試合でのものであった。

#### イングランド
マンチェスター・ユナイテッドは、1998-99シーズンにライアン・ギグスのバックアッパーとしてブロムクヴィストを440万ポンドで獲得したが、これは先述のヨーテボリ時代の活躍によりファーガソンが獲得を試みてから3年後のことであった。そのシーズン、多くの試合で活躍し、プレミアリーグ優勝に貢献。4-1で勝利したアウェイのエヴァートン戦では、マンチェスター・ユナイテッド在籍時では唯一のゴールを記録した。決勝戦での出場機会はなかったものの、FAカップ優勝メンバーとしてメダルを授与された。しかし、チャンピオンズリーグ決勝のバイエルン・ミュンヘン戦では、スターティングメンバーとして出場。テディ・シェリンガムと交代するまで相手ゴールに迫った。バイエルンに先制されたが、ユナイテッドが逆転し2-1で勝利した。
チャンピオンズリーグ決勝の直後に膝に深刻な怪我を負い、その後2シーズンはプレイすることができず、クラブは契約を更新しないことを決めた（その療養期間中、ブロムクヴィストはユナイテッドのTVチャネル「MUTV」で「クッキング・ウィズ・イェスパー」という自身の料理番組のプレゼンターを務めていた）。ファーガソンがエヴァートンのウォルター・スミス監督を説得し、グディソン・パークで2001年11月からシーズン終了までの短期契約を交わすまで、ブロムクヴィストはオールド・トラッフォードに残って週ごとの契約を続けた。ブロムクヴィストは同胞のニクラス・アレクサンデションとともに両ウィングでプレイし、2002年1月のサンダーランド戦でエヴァートンでの初ゴールを挙げた。しかし、膝の怪我は完治せず、2002年6月、新監督に就任したデイヴィッド・モイーズはブロムクヴィストが退団することを認めた。ミドルズブラでトライアルに参加したが、クラブの対応に「プロフェッショナルではない」と不満を持った。代わりに、アラン・カービシュリーが監督を務めるチャールトン・アスレティックと契約に至った。しかしチャールトンでの稼働は短く、リーグ戦の出場はわずか3試合で、イングランドでの5シーズンは怪我に悩まされていた。

#### スウェーデン復帰
再び怪我に苦しんだブロムクヴィストは、チャールトンでわずか4試合に出場した後、母国スウェーデンへと戻り、ユールゴーデンと短期契約を交わした。これがヨーテボリのファンからの不評を買い、「ユダ」と呼ばれることもあった。彼らはブロムクヴィストがユールゴーデンへの入団を決めたことを裏切りであると考えた。ブロムクヴィストは、スウェーデンのリーグチャンピオンとなるためにプレイした。しかし怪我の影響で、リーグ戦は9試合の出場にとどまった。マンチェスター・ユナイテッド在籍時と同じように残りの2シーズンを過ごし、2005年、怪我のためついに引退を余儀なくされた。
2008年にエンシェーピングのコーチに就任し、後にスウェーデンの2部リーグに当たるスーペルエッタンで兼任選手として復帰した。エンシェーピングは負傷者が相次ぎ、選手が不足する状況であったためである。その状況は、復帰後2試合目で退場処分を受けたことでさらに浮き彫りになった。次節、ブロムクヴィストが出場停止となったエンシェーピングの登録選手は、わずか15名であった。2008年9月15日、1-0で勝利したIKシリウス戦で、プロとして5年振りのゴールを挙げた。このシーズン、リーグ戦10試合に出場したものの、結果的にはエンシェーピングをスーペルエッタンからの降格から救うことは叶わなかった。シーズン終了後にエンシェーピングを離れ、ハンマルビーのアシスタントマネージャーとして契約を交わした。
2010シーズン、ブロムクヴィストは再びピッチに立ち、スウェーデンカップのトレッレボリ戦で85分から途中出場。ハンマルビーの選手兼コーチとして実際に試合に出場した稀有な存在となった。ハンマルビーで過ごした期間は有意義なものではなく、2010年11月に双方合意の上で退団した。
2012年、ブロムクヴィストは引退し、事実上サッカーから離れ、商業について学び始めた。

### スウェーデン代表
ブロムクヴィストは、1994年のコロンビア戦でA代表としてデビューし、その年のワールドカップで銅メダルを獲得したスウェーデン代表チームの一員であった。ワールドカップでは、カメルーン戦で先発出場し、優勝したブラジル戦ではヘンリク・ラーションとの交代で後半に途中出場した。3位入賞への表彰として、代表チームのメンバーにはスヴェンスカ・ダーグブラーデット・ゴールドメダルが授与された。2002 FIFAワールドカップのメンバーの候補にも挙げられていた。通算では30試合に出場し、得点はなかった。

## 私生活
ブロムクヴィストはスウェーデンのウメオにあるタヴェルショで生まれ育った。現在はスウェーデン在住であるが、クロアチアにも土地を所有している。2005年の引退後は、スウェーデンのTV4でサッカー解説者を務めた。2006年9月に出身地であるウメオを訪れたときには、顔を殴られるという暴行事件の被害に遭った（この事件の加害者は起訴された）。
キャスパーという名の息子がいる。弟のヨアキムも世代別代表に選出された経歴を持つ元サッカー選手で、指導者である。
退団から20年経過しても、マンチェスター・ユナイテッドが公式Twitterでブロムクヴィストの誕生日を祝福するなど、両者の関係は良好なようである。

## 個人成績

### クラブ
| 国内大会個人成績 | 国内大会個人成績  | 国内大会個人成績 | 国内大会個人成績   | 国内大会個人成績 | 国内大会個人成績 | 国内大会個人成績 | 国内大会個人成績 | 国内大会個人成績 | 国内大会個人成績 | 国内大会個人成績 | 国内大会個人成績 |
| 年度             | クラブ            | 背番号           | リーグ             | リーグ戦         | リーグ戦         | リーグ杯         | リーグ杯         | オープン杯       | オープン杯       | 期間通算         | 期間通算         |
| 年度             | クラブ            | 背番号           | リーグ             | 出場             | 得点             | 出場             | 得点             | 出場             | 得点             | 出場             | 得点             |
| スウェーデン     | スウェーデン      | スウェーデン     | スウェーデン       | リーグ戦         | リーグ戦         | リーグ杯         | リーグ杯         | オープン杯       | オープン杯       | 期間通算         | 期間通算         |
| ---------------- | ----------------- | ---------------- | ------------------ | ---------------- | ---------------- | ---------------- | ---------------- | ---------------- | ---------------- | ---------------- | ---------------- |
| 1992             | ウメオ            |                  | 2部                | 27               | 6                | -                | -                |                  |                  | 27               | 6                |
| 1993             | ウメオ            |                  | 1部                | 11               | 2                | -                | -                |                  |                  | 11               | 2                |
| 1993             | ヨーテボリ        |                  | アルスヴェンスカン | 6                | 1                | -                | -                | 0                | 0                | 6                | 1                |
| 1994             | ヨーテボリ        |                  | アルスヴェンスカン | 24               | 8                | -                | -                | 1                | 0                | 25               | 8                |
| 1995             | ヨーテボリ        |                  | アルスヴェンスカン | 18               | 3                | -                | -                | 3                | 1                | 21               | 4                |
| 1996             | ヨーテボリ        |                  | アルスヴェンスカン | 25               | 6                | -                | -                | 5                | 0                | 30               | 6                |
| イタリア         | イタリア          | イタリア         | イタリア           | リーグ戦         | リーグ戦         | イタリア杯       | イタリア杯       | オープン杯       | オープン杯       | 期間通算         | 期間通算         |
| 1996-97          | ミラン            | 34               | セリエA            | 19               | 1                | -                | -                | 0                | 0                | 19               | 1                |
| 1997-98          | ミラン            | 16               | セリエA            | 1                | 0                | -                | -                | 1                | 0                | 2                | 0                |
| 1997-98          | パルマ            | 28               | セリエA            | 28               | 1                | -                | -                | 3                | 0                | 31               | 1                |
| イングランド     | イングランド      | イングランド     | イングランド       | リーグ戦         | リーグ戦         | FLカップ         | FLカップ         | FAカップ         | FAカップ         | 期間通算         | 期間通算         |
| 1998-99          | マンチェスター・U | 15               | プレミア           | 25               | 1                | 1                | 0                | 5                | 0                | 31               | 1                |
| 1999-2000        | マンチェスター・U | 15               | プレミア           |                  |                  |                  |                  |                  |                  |                  |                  |
| 2000-01          | マンチェスター・U | 15               | プレミア           |                  |                  |                  |                  |                  |                  |                  |                  |
| 2001-02          | エヴァートン      | 12               | プレミア           | 15               | 1                | 0                | 0                | 3                | 0                | 18               | 1                |
| 2002-03          | チャールトン      | 8                | プレミア           | 3                | 0                | 0                | 0                | 1                | 0                | 4                | 0                |
| スウェーデン     | スウェーデン      | スウェーデン     | スウェーデン       | リーグ戦         | リーグ戦         | リーグ杯         | リーグ杯         | オープン杯       | オープン杯       | 期間通算         | 期間通算         |
| 2003             | ユールゴーデン    |                  | アルスヴェンスカン | 9                | 1                | -                | -                | 0                | 0                | 9                | 1                |
| 2004             | ユールゴーデン    |                  | アルスヴェンスカン | 0                | 0                | -                | -                | 0                | 0                | 0                | 0                |
| 2005             | ユールゴーデン    |                  | アルスヴェンスカン | 0                | 0                | -                | -                | 0                | 0                | 0                | 0                |
| 2008             | エンシェーピング  |                  | スーペルエッタン   | 10               | 1                | -                | -                |                  |                  | 10               | 1                |
| 2010             | ハンマルビー      |                  | スーペルエッタン   | 6                | 0                | -                | -                | 1                | 0                | 7                | 0                |
| 通算             | スウェーデン      | スウェーデン     | 1部                | 11               | 2                | -                | -                |                  |                  | 11               | 2                |
| 通算             | スウェーデン      | スウェーデン     | 2部                | 27               | 6                | -                | -                |                  |                  | 27               | 6                |
| 通算             | スウェーデン      | スウェーデン     | アルスヴェンスカン | 82               | 19               | -                | -                | 9                | 1                | 91               | 20               |
| 通算             | スウェーデン      | スウェーデン     | スーペルエッタン   | 16               | 1                | -                | -                | 1                | 0                | 17               | 1                |
| 通算             | イタリア          | イタリア         | セリエA            | 48               | 2                | -                | -                | 4                | 0                | 52               | 2                |
| 通算             | イングランド      | イングランド     | プレミア           | 43               | 2                | 1                | 0                | 9                | 0                | 53               | 2                |
| 総通算           | 総通算            | 総通算           | 総通算             | 227              | 32               | 1                | 0                | 23               | 1                | 251              | 33               |

### 代表
代表チームでの出場・得点記録
| スウェーデン代表 | 国際Aマッチ | 国際Aマッチ |
| 年               | 出場        | 得点        |
| ---------------- | ----------- | ----------- |
| 1994             | 12          | 0           |
| 1995             | 2           | 0           |
| 1996             | 4           | 0           |
| 1997             | 6           | 0           |
| 1998             | 3           | 0           |
| 1999             | 2           | 0           |
| 2000             | 0           | 0           |
| 2001             | 0           | 0           |
| 2002             | 1           | 0           |
| 通算             | 30          | 0           |

## タイトル

### クラブ
ウメオFC
- スウェーデン2部（1992）

IFKヨーテボリ
- アルスヴェンスカン（1993、1994、1995、1996）

マンチェスター・ユナイテッドFC
- プレミアリーグ（1998-99）
- FAカップ（1998-99）
- UEFAチャンピオンズリーグ（1998-99）

ユールゴーデンIF
- アルスヴェンスカン（2003）

### 個人
- スウェーデン年間ベストゴール（1995）
- スウェーデン年間最優秀選手（1996）[6]
- スウェーデン年間最優秀ミッドフィールダー（1996）[6]